# Эллиль-надин-аххе
Эллиль-надин-аххе (Enlil-nādin-ahe; букв. «Эллиль дал брата»; или Enlil-šuma-uṣur (dEn-LÍL-MU-ŠEŠ); dBE-MU-ŠEŠ в более поздних текстах) — последний касситский царь Вавилонии, правил приблизительно в 1160 — 1157 годах до н. э.
Эллиль-надин-аххе возглавил восстание против Кутир-Наххунте и объявил себя царём Вавилона. Восстание в стране бушевало почти три года. Кутир-Наххунте действовал ещё более беспощадно, чем его отец Шутрук-Наххунте I. Вавилон и его святилища были разрушены. Эллиль-надин-аххе был взят в плен и уведён в Элам. Туда же, согласно пророчеству о Мардуке, переправили и новую статую Мардука, заменившую прежнюю увезённую в Ассирию ещё Тукульти-Нинуртой I. Вскоре Кутир-Наххунте удалился в Элам, видимо, чтобы занять престол умершего отца, но в Вавилоне остался эламский наместник.
Правил 3 года (царский список A). Кроме царского списка он известен по одному пограничному камню (кудурру) и из экономического текста.